# Kin no unko

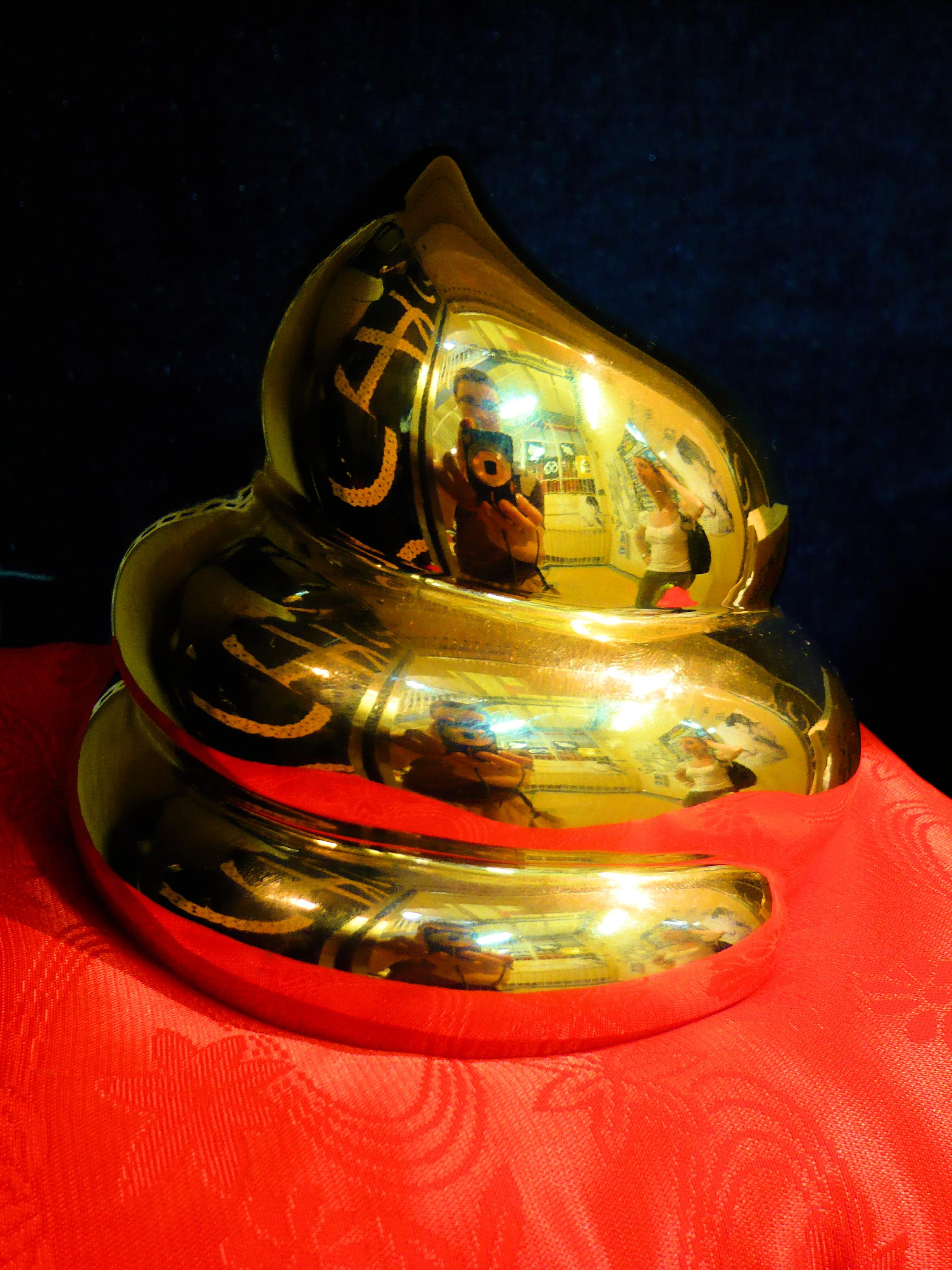
Kin no unko descansant sobre un fons vermell

Kin no unko (金のうんこ) o «cagalló d'or» és un fenomen cultural japonès i un símbol de bona sort, ja que el nom és un joc de paraules que significa «caca daurada» i «bona sort» en japonès. El 2006 s'havien venut 2,7 milions de penjolls per a telèfons mòbils d'aquesta forma. El símbol, o alguna cosa semblant anomenada unchi, apareix com un emoji disponible en molts dispositius mòbils que admeten una expansió Unicode realitzada l'estiu de 2014. El penjoll és inusual fora del Japó però es troba al lloc web en anglès ThinkGeek.
La flama que hi ha a l'Asahi Beer Hall de Tòquio s'anomena popularment kin no unko per la seva similitud.
Els videojocs The Legend of Zelda: Breath of the Wild (2017) i The Legend of Zelda: Tears of the Kingdom (2023) contenen un element conegut com Hestu's Gift que s'assembla a un kin no unko. A la sèrie animada American Dad apareixen diversos esquetxos del cagalló d'or.